# Bor (Březnice)
Bor (německy Heid) je vesnice, část města Březnice v okrese Příbram ve Středočeském kraji. Rozkládá se asi 2,5 kilometru východně od centra Březnice, při silnici do Dobré Vody. Bor leží v katastrálním území Bor u Březnice o rozloze 3,24 km². V katastrálním území Bor u Březnice leží i Dobrá Voda.

## Historie
První písemná zmínka o vesnici pochází z roku 1544.

## Obyvatelstvo
| Rok            | 1869 | 1880 | 1890 | 1900 | 1910 | 1921 | 1930 | 1950 | 1961 | 1970 | 1980 | 1991 | 2001 | 2011 | 2021 |
| -------------- | ---- | ---- | ---- | ---- | ---- | ---- | ---- | ---- | ---- | ---- | ---- | ---- | ---- | ---- | ---- |
| Počet obyvatel | 127  | 161  | 141  | 179  | 167  | 150  | 142  | 125  | 110  | 93   | 85   | 78   | 77   | 60   | 67   |
| Počet domů     | 20   | 22   | 22   | 22   | 21   | 23   | 24   | 26   | 35   | 25   | 25   | 30   | 29   | 29   | 30   |

## Obecní správa
Při sčítání lidu v letech 1850–1899 Bor byl osadou obce Počaply v okrese Blatná. V letech 1900–1975 byl samostatnou obcí, se kterým patřil nejprve do okresu Blatná, ale od roku 1960 v okrese Příbram. Od 1. ledna 1976 je částí města Březnice v okrese Příbram. V letech 1900–1975 k obci patřila Dobrá Voda.

## Galerie

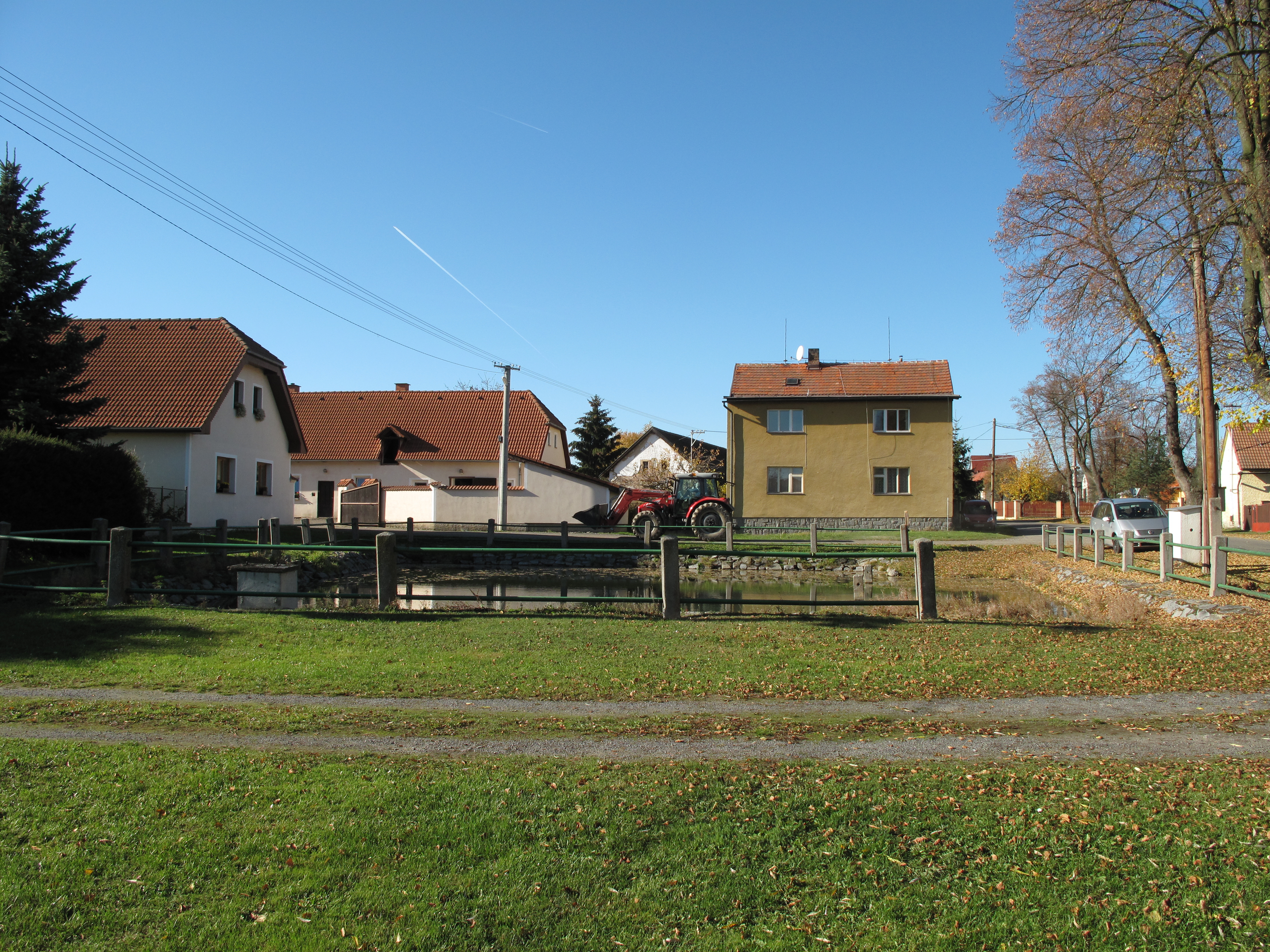
Vodní nádrž
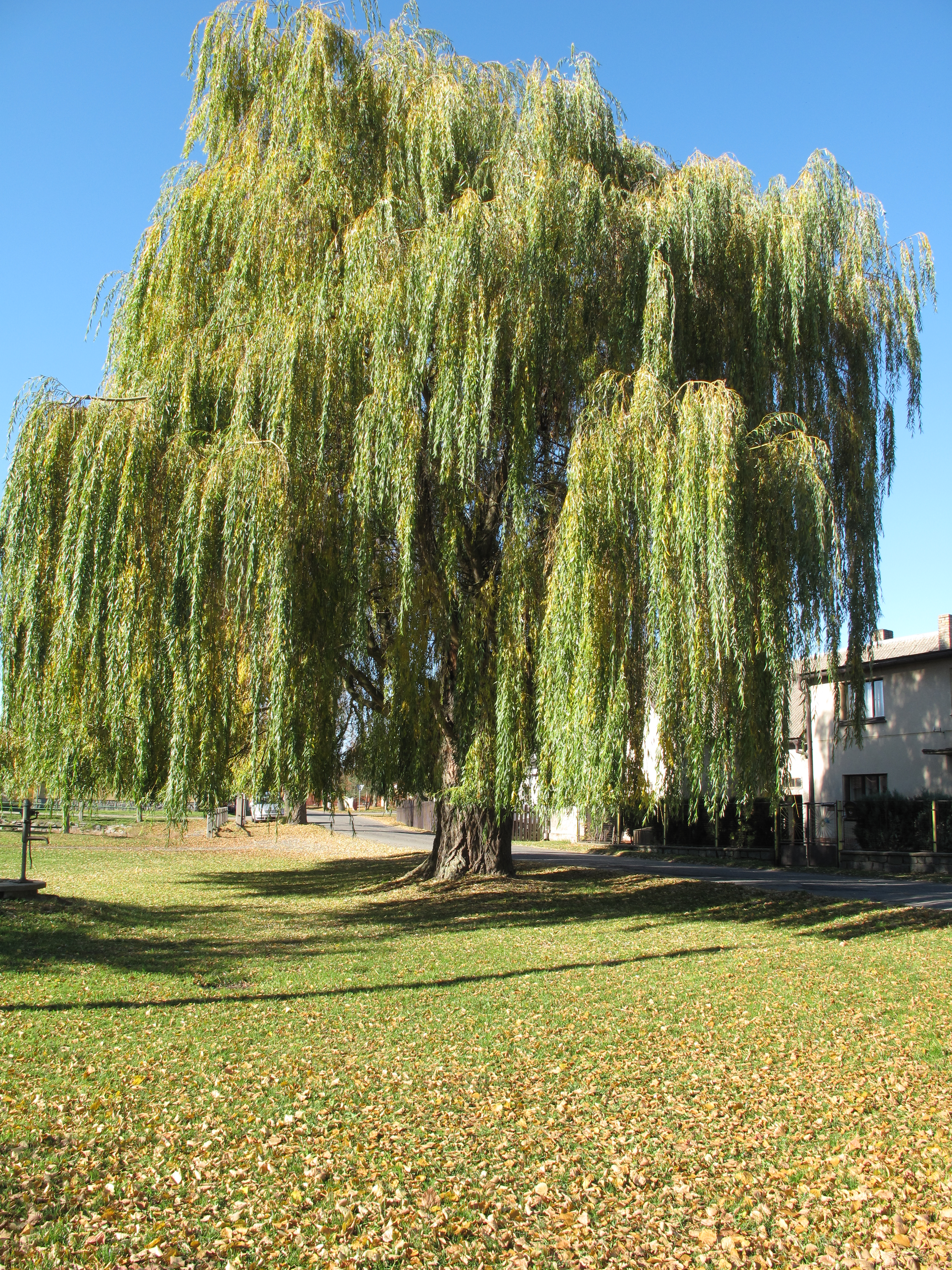
Vrba na návsi
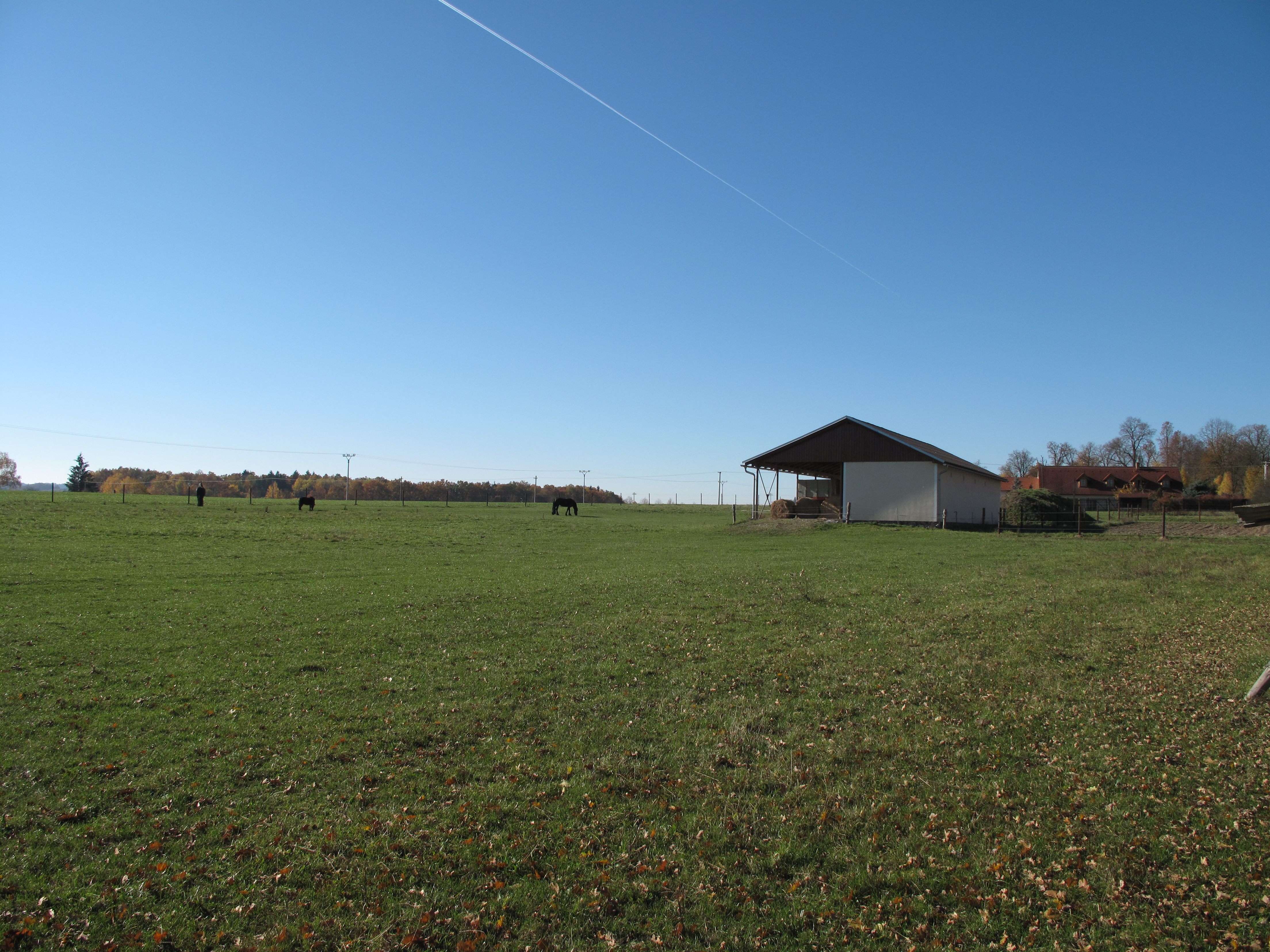
Výběh koní
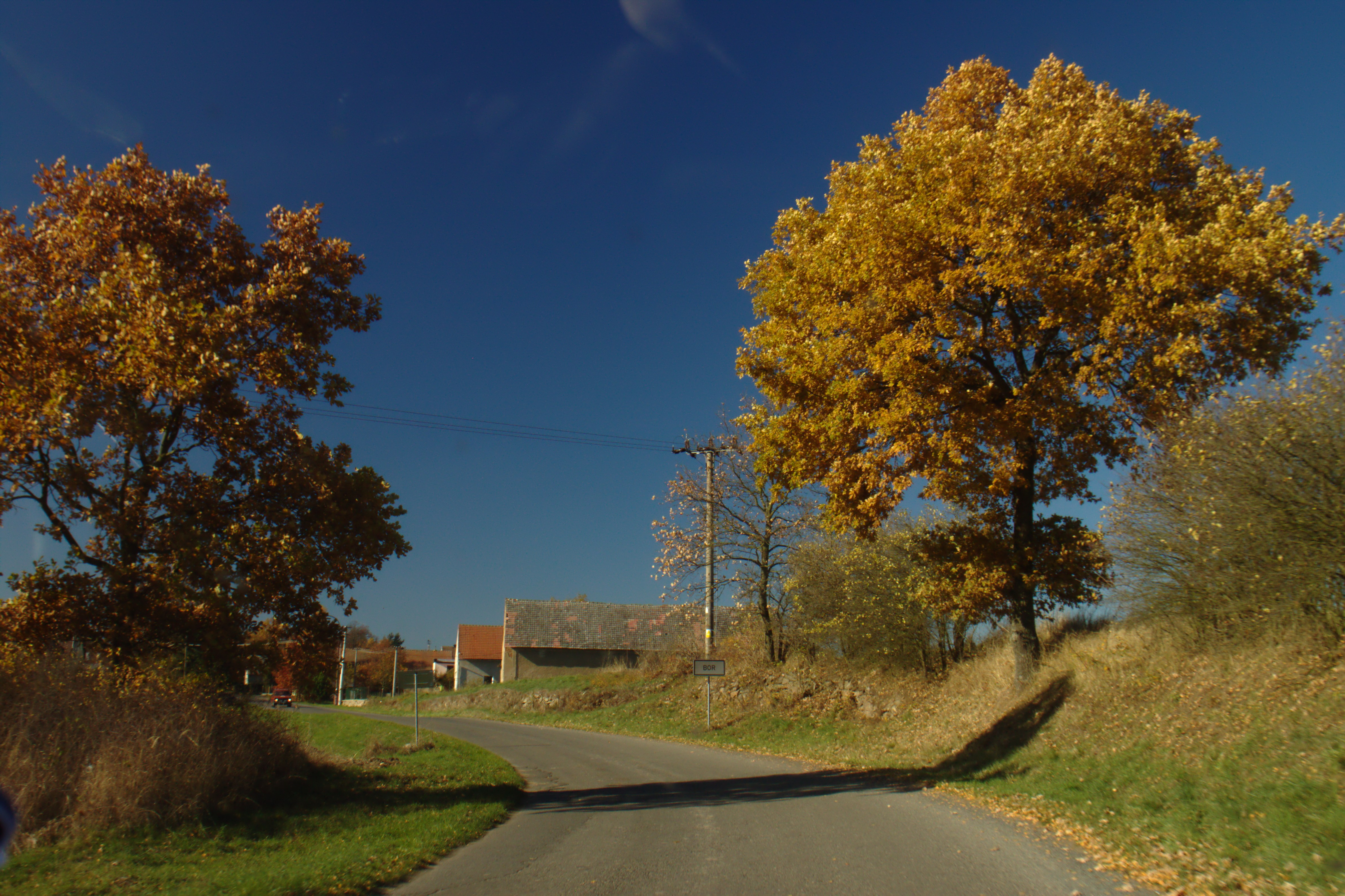
Příjezdová silnice